# Parafia Matki Bożej Różańcowej w Kotowicach
Parafia Matki Bożej Różańcowej w Kotowicach – parafia rzymskokatolicka, znajdująca się w archidiecezji częstochowskiej, w dekanacie żareckim.

## Proboszczowie parafii
- ks. Florian Najman (1981−1999)[2]
- ks. Mirosław Adam Wójcik (od 1999)[2]